# جانب‌گرایی درون‌گروهی

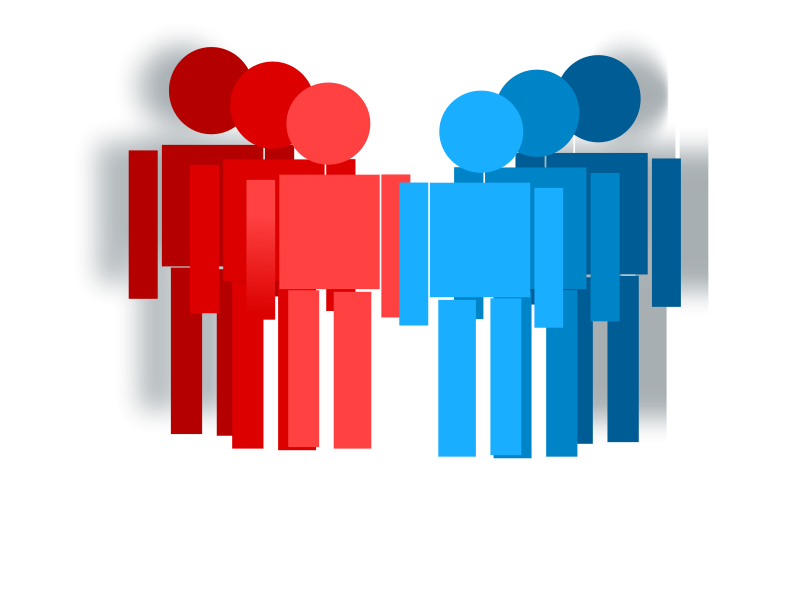
هواخواهی درون-گروهی جزء یکی از انواع تعصبات شناختی محسوب می‌گردد.

جانب‌گرایی درون-گروهی (به انگلیسی: In-group favoritism) که بعضاً با عنوان تعصب درون-گروهی—برون-گروهی، تعصب درون-گروهی یا تعصب میان‌گروهی شناخته می‌شود، اشاره به الگوی ترجیح دادن اعضای درون‌گروهی نسبت به اعضای برون‌گروهی دارد. این موضوع می‌تواند در ارزیابی دیگران، تسهیم منابع، و بسیاری از روش‌های دیگر بروز یابد. برای مثال، نشان داده شده افراد به دنبال ایجاد خصایص داخلی (غیروضعی) فزاینده‌تری ضمن رویدادهایی که انعکاس مثبت بر گروهشان دارد، و به طبع به دنبال ایجاد خصایص خارجی (وضعی) بیشتر برای رویدادهایی که انعکاسی منفی بر گروهشان دارد خواهند بود.
این تعامل توسط بسیاری از روانشناسان مورد مطالعه، و به بسیاری از نظریات مربوط با تعارض گروهی و تعصبی پیوند یافته است. پدیده مورد نظر عمداً از دیدگاه روان‌شناسی اجتماعی رویت شده است. دو رویکرد برجسته نظری به پدیده جانبگرایی درون-گروهی، نظریه تعارض واقع‌گرانه و نظریه هویت اجتماعی هستند. نظریه تعارض واقع‌گرانه مطرح می‌سازد که رقابت میان‌گروهی، و گاه تعارض میان‌گروهی، هنگامی‌که دو گروه خواسته‌های مغایر از منابع نادری داشته باشند، افزایش می‌یابد. در مقابل، نظریه هویت اجتماعی مفروض می‌دارد که یک محرک روانی برای تمایز مثبت هویت‌های اجتماعی به عنوان ریشه کلی بانی رفتار هواخواهی درونگروهی است.

## خاستگاه‌های مرسوم پژوهش
در سال ۱۹۰۶، ویلیام سامنر، جامعه‌شناس آمریکایی مفروض دانست که انسان‌ها از قسمی‌اند که در گروه‌ها صرف طبیعت خویش به هم می‌پیوندند. با این وجود، او همچنین معتقد بود که انسان‌ها گرایشی بالفطره به هواخواهی از گروه خودشان بیش از دیگران دارند، که گواه چگونگی «قوت‌بخشی غرور و نخوت هر گروه، خودستایی برتری خود، موجود در الوهیت، و نظر تحقیرآمیز به بیگانگان» است. این در سطح گروه با تعصب درون-گروه—برون-گروهی مشاهده شده است. هرگاه در دسته‌ّهای گسترده‌تر همچون قبایل، گروه‌های قومیتی، یا ملیتی، کشیده شد، به عنوان قوم‌پرستی منتسب می‌شود.

## توضیحات

### رقابت
نظریه تعارض واقع‌گرانه (یا تعارض واقع‌گرانه گروهی) مفروض می‌دارد که رقابت میان گروه‌ها به‌واسطه منابع، موجب تعصب درون-گروهی و برخورد منفی متناظر اعضای برون-گروهی است. آزمون غار سارقان مظفر شریف یکی از شناخته شده‌ترین برهان‌های نظریه تعارض واقع‌گرانه است. در این آزمون، ۲۲ پسربچه یازده ساله با سوابق مشابه در یک اردوی ساختگی تابستانی مورد مطالعه قرار گرفتند. پسران به دو دسته مساوی تقسیم شده و برای معاهده تشویق شدند، سپس پژوهشگران مجموعه فعالیت‌ّهای رقابتی که در آن گروه‌ها مقابل هم به رقابت واداشته می‌شدند را معرفی کردند. خصومت و منفی‌نگری برون‌گروهی به وقوع پیوست. سپس محققان برای وارونه‌سازی خصومت از راه به‌کارگیری پسران در موقعیت‌های متقابل وابسته تلاش ورزیدند، تلاشی که سرانجام در هماهنگی نسبی میان دو گروه به نتیجه رسید. این آزمون نشان داد که، فارغ از تشابه، اعضای گروه هنگام رقابت به‌واسطه منابع محدود رفتار خصمانه‌ای به برون-گروه خواهند داشت.

### عزت-نفس
اینگونه استدلال شده که یکی از عوامل کلیدی تعصبات گروهی، نیاز به اصلاح عزت-نفس است. به این معنا، که افراد استدلالی خواهند یافت، مهم نیست تا چه اندازه ناچیز، تا چرایی برتری گروه خویشتن را به خودشان اثبات نمایند. این پدیده به صورت پیشگامانه و گسترده توسط هنری تاجفل مورد مطالعه قرار گرفت، یک روان‌شناس اجتماعی انگلیسی که نظر بر ریشه درون-گروه/برون-گروهی تعصب کرد. برای مطالعه این در آزمایشگاه، تاجفل و همکارانش آنچه که امروزه با عنوان کمینه گروه شناخته می‌شود را ایجاد نمودند، که هرگاه «غریبه‌های تام با استفاده از بی‌اهمیت‌ترین معیارهای قابل تصور تشکیل گروه می‌دهند» رخ می‌دهد. در مطالعات تاجفل، شرکت‌کنندگان با انداختن سکه به دو گروه تقسیم شدند، سپس به هر گروه گفته شد که بعد شروع آزمایش از سبک معینی از نقاشی که هیچ‌یک از شرکت‌کنندگان با آن آشنایی نداشتند تقدیر کنند. آنچه تاجفل و همکارانش به آن دست یافتند–فارق از حقایق که الف) شرکت‌کنندگان همدیگر را نمی‌شناختند، ب) دسته‌های أنان کاملاً بی‌معنی بود، و پ) هیچ‌یک از شرکت‌کنندگان تمایلی نظر به اینکه کدامین «سبک» را بهتر می‌پسندند نداشتند—شرکت‌کنندگان قریب به یقین همواره «اعضای گروه خودشان را نیک‌تر پسندیدند و به اعضای درون-گروهی خود به‌عنوان افرادی که شخصیت‌ّهای مطبوعی دارند بها دادند». با داشتن تأثیر مثبت‌تر افراد در درون-گروه، افراد قادر به افزایش عزت-نفس خودشان به عنوان اعضای آن گروه هستند.
رابرت سیالدینی و تیم تحقیقاتیش نظر بر تعداد تی-شرت‌های دانشگاه که در محوطه‌های دانشکده پوشیده می‌شد و پیرو یکی از برد یا باخت در بازی فوتبال بود انداختند. جای تعجب نیست، دوشنبه بعد از یک برد تی-شرت‌های پوشیده شده بیشتری، به‌طور متوسط، نسبت به آن‌هایی که پیرو باخت بودند وجود داشت.
در مجموعه دیگری از تحقیقات، که در سال ۱۹۸۰ توسط جنیفر کراکر و همکارانش انجام پذیرفت، عزت-نفس با استفاده از رویه‌های کمینه‌ای گروه مورد مطالعه قرار گرفت که در آن افراد با عزت-نفس بالا و دستخوش هراسهٔ خویشتن-پندارانه، تعصب درون-گروهی فراتری نسبت به افراد با عزت-نفس پایین و دستخوش هراسهٔ خویشتن-پندارانه بروز دادند. درحالی‌که برخی از مطالعات از این برداشت همبستگی منفی میان عزت-نفس و تعصب درون-گروهی حمایت می‌کنند، دیگر پژوهشگران دریافتند که افراد با عزت-نفس پایین، تعصب فزاینده‌تری نسبت به هر دو اعضای درون-گروه و برون-گروه دارند. برخی از مطالعات حتی نشان داد که گروّها با عزت-نفس-بالا تعصب بیشتری نسبت به گروه‌های با عزت-نفس پایین‌تر، نشان می‌دهند. این پژوهش ممکن است نشان دهد که یک توضیح جایگزین و استدلال اضافی به عنوان رابطی میان عزت-نفس و تعصبات درون-گروه/برون-گروهی وجود دارد. متناوباً، ممکن است محققان از قسم اشتباهی از مقیاس عزت-نفس برای آزمودن ارتباط میان عزت-نفس و تعصب درون-گروه استفاده کردند (عزت-نفس شخصی جهانی به‌جای عزت-نفس اجتماعی).

## مقابل با منفی‌نگری برون-گروهی
روانشناسان اجتماعی در دراز مدت میان جانبگرایی درونگروهی و منفی‌نگری برون‌گروهی تمییز قائل شدند، که در آن منفی‌نگری برون‌گروهی به عمل کیفررسانی یا گماشتن بار مسئولیت‌ها بر برون‌گروه است. در واقع، پیکر قابل ملاحظه‌ای از پژوهش موجود است که برای شناسایی ارتباط میان جانبگرایی درونگروهی و منفی‌نگری برون‌گروهی، به‌علاوه موقعیت‌هایی که به منفی‌نگری برون‌گروهی منجر می‌شود، تلاش می‌ورزد. برای مثال، استراک و شوارتز پشتوانه‌ای برای پیش‌بینی‌های نظریه تناسب اعتقادی یافتند. نظریه تناسب اعتقادی خود را به تشابه در باورها، گرایش‌ها، و ارزش‌های ادراکی وجودی میان افراد مرتبط می‌سازد. این نظریه همچنین تصریح می‌کند که عدم تشابه، گرایش منفی نسبت به دیگران را افزایش می‌دهد. زمانیکه در تبعیض نژادی بکار بسته شد، نظریه تناسب اعتقادی بیان می‌دارد که ناهمگونی ادراکی اعتقادی اثر فزاینده‌تری بر تبعیض نژادی نسبت به خود نژاد دارد.
ترجمه شده در تاریخ ۱۳۹۳/۱۲/۵ توسط گروه نشر گمانه.